# Suraj Sharma

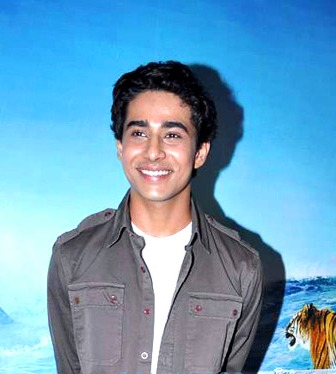
Suraj Sharma in 2012

Suraj Sharma (New Delhi, 21 maart 1993) is een Indiaas acteur. Hij speelde de hoofdrol in de film Life of Pi (2012) en speelde ook onder meer in de series Homeland en God Friended Me. In 2019 vertolkte Sharma de rol van Samar Ghosh in de film Happy Death Day 2U.

## Filmografie

### Film
- 2012: Life of Pi, als Pi Patel
- 2014: Million Dollar Arm, als Rinku Singh
- 2015: Umrika, als oudere Ramakant
- 2016: Burn Your Maps, als Ismail
- 2017: Phillauri, als Kanan Gill
- 2017: The Hungry, als Ankur Joshi
- 2017: The Lost, als Dev Mukherjee
- 2019: Happy Death Day 2U, als Samar Ghosh
- 2019: Killerman, als Fedex
- 2019: The Illegal, als Hassan

### Televisie
- 2014-2015: Homeland, als Aayan Ibrahim
- 2018-2020: God Friended Me, als Rakesh Singh
- 2020: Little America, als Kabir
- 2023: Star Wars: Visions, als Charuk (stem)